# Choisy-en-Brie
Choisy-en-Brie és un municipi francès, situat al departament del Sena i Marne i a la regió d'Illa de França. L'any 2007 tenia 1.302 habitants.
Forma part del cantó de Coulommiers, del districte de Provins i de la Comunitat de comunes dels Deux Morin.

## Demografia

### Població
El 2007 la població de fet de Choisy-en-Brie era de 1.302 persones. Hi havia 460 famílies, de les quals 98 eren unipersonals (35 homes vivint sols i 63 dones vivint soles), 150 parelles sense fills, 173 parelles amb fills i 39 famílies monoparentals amb fills.
La població ha evolucionat segons el següent gràfic:
Habitants censats

### Habitatges
El 2007 hi havia 564 habitatges, 487 eren l'habitatge principal de la família, 41 eren segones residències i 37 estaven desocupats. 538 eren cases i 15 eren apartaments. Dels 487 habitatges principals, 414 estaven ocupats pels seus propietaris, 62 estaven llogats i ocupats pels llogaters i 11 estaven cedits a títol gratuït; 4 tenien una cambra, 17 en tenien dues, 59 en tenien tres, 116 en tenien quatre i 291 en tenien cinc o més. 413 habitatges disposaven pel capbaix d'una plaça de pàrquing. A 219 habitatges hi havia un automòbil i a 245 n'hi havia dos o més.

### Piràmide de població
La piràmide de població per edats i sexe el 2009 era:
| Homes | Edats   | Dones |
| ----- | ------- | ----- |
| 0     | 95 o +  | 0     |
| 0     | 90 a 94 | 4     |
| 0     | 85 a 89 | 8     |
| 0     | 80 a 84 | 8     |
| 20    | 75 a 79 | 28    |
| 8     | 70 a 74 | 24    |
| 28    | 65 a 69 | 16    |
| 48    | 60 a 64 | 44    |
| 28    | 55 a 59 | 36    |
| 60    | 50 a 54 | 44    |
| 44    | 45 a 49 | 48    |
| 40    | 40 a 44 | 44    |
| 44    | 35 a 39 | 36    |
| 32    | 30 a 34 | 40    |
| 24    | 25 a 29 | 16    |
| 24    | 20 a 24 | 36    |
| 28    | 15 a 19 | 36    |
| 52    | 10 a 14 | 24    |
| 44    | 5 a 9   | 44    |
| 20    | 0 a 4   | 44    |

## Economia
El 2007 la població en edat de treballar era de 807 persones, 565 eren actives i 242 eren inactives. De les 565 persones actives 536 estaven ocupades (288 homes i 248 dones) i 29 estaven aturades (10 homes i 19 dones). De les 242 persones inactives 89 estaven jubilades, 77 estaven estudiant i 76 estaven classificades com a «altres inactius».

### Ingressos
El 2009 a Choisy-en-Brie hi havia 496 unitats fiscals que integraven 1.352 persones, la mediana anual d'ingressos fiscals per persona era de 20.945 €.

### Activitats econòmiques
Dels 63 establiments que hi havia el 2007, 1 era d'una empresa extractiva, 1 d'una empresa alimentària, 1 d'una empresa de fabricació de material elèctric, 3 d'empreses de fabricació d'altres productes industrials, 14 d'empreses de construcció, 12 d'empreses de comerç i reparació d'automòbils, 3 d'empreses de transport, 5 d'empreses d'hostatgeria i restauració, 1 d'una empresa d'informació i comunicació, 1 d'una empresa financera, 2 d'empreses immobiliàries, 8 d'empreses de serveis, 10 d'entitats de l'administració pública i 1 d'una empresa classificada com a «altres activitats de serveis».
Dels 20 establiments de servei als particulars que hi havia el 2009, 1 era una oficina de correu, 1 taller de reparació d'automòbils i de material agrícola, 1 autoescola, 5 paletes, 2 guixaires pintors, 2 fusteries, 3 electricistes, 1 perruqueria, 3 restaurants i 1 agència immobiliària.
Dels 3 establiments comercials que hi havia el 2009, 1 era una botiga de més de 120 m², 1 una botiga de menys de 120 m² i 1 una fleca.
L'any 2000 a Choisy-en-Brie hi havia 24 explotacions agrícoles que ocupaven un total de 2.508 hectàrees.

## Equipaments sanitaris i escolars
L'únic equipament sanitari que hi havia el 2009 era una farmàcia.
El 2009 hi havia una escola elemental integrada dins d'un grup escolar amb les comunes properes formant una escola dispersa.

## Poblacions més properes
El següent diagrama mostra les poblacions més properes.